# 薩克森-希爾德布格豪森的索菲
薩克森-希爾德布格豪森的索菲（德語：Sophie von Sachsen-Hildburghausen，1760年2月22日—1776年10月28日），薩克森-希爾德布格豪森公爵恩斯特·腓特烈三世的女兒，母親是薩克森-威瑪的恩尼絲汀。

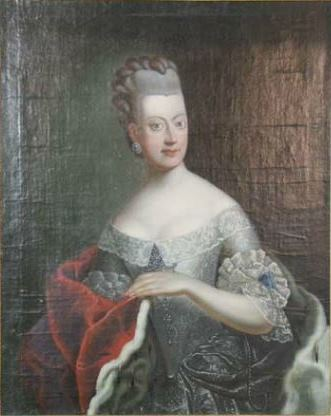

1776年，索菲與薩克森-科堡-薩爾費爾德的法蘭茲結婚，同年因流行性感冒去世，年僅16歲。